# Амирспасалар
Амирспасалар (груз. ამირსპასალარი) в средневековой Грузии верховный главнокомандующий и один из высших постов в Грузинском царстве, иногда сопоставляемый с современным значением звания генералиссимус. Название происходит от арабского слова «амир», означающее «командир», «правитель» или «князь» и «спасалар»  персидского происхождения, означающего командующего войском.
Во время войны амирпасалар являлся верховным главнокомандующим царской армии и хранителем государственного флага. При царице Тамаре (1184-1213) это был третий по значению пост в государстве после атабека. Судебник Георгия V по всей вероятности оформленный в его второе царствование (1314-1346), определяет эту должность как «почётный визирь и командующий армией».
Титул амирспасалар впервые упоминается в царствование Георгия III (1156-1184), но скорее всего он был введён дедом Георгия Давидом IV (1089-1125) , который значительно реформировал военную и гражданскую администрацию Грузии. В начале XI в. должность амирспасалара закрепилась за родом Орбели, но в 1155 году, Давид, сын Деметре I, сверг своего отца и попытался избавиться от влияния Орбели, передав этот пост их врагу Тиркашу Абулетидзе. После возвращения к власти Деметре, пост снова вернулся к роду Орбели  до тех пор пока они не приняли участие в мятеже против Георгия III в 1176/77 году, когда он перешёл к Кубасару, половцу по происхождению. В 1184 году царица Тамара сместила Кубасара и назначила на его пост представителя рода Гамрекели. Затем должность перешла к роду Закарянов (Мхаргрдзели), а позже — Джакели.  
Пост был фактически упразднен при распаде грузинского царства в XV в.